# Pogo, Punk Y Sentimiento
Pogo, Punk Y Sentimiento es el noveno CD de estudio de la banda de punk rock rosarina Bulldog editado en 2010, por los 20 años de carrera de la banda. En este CD se recorre desde "Si yo!" hasta "Todos los perros van al cielo", con sus mejores 20 canciones, pero con el sonido actual.

## Lista de canciones
1. Fatal destino (H. Mantoiani)
2. Entre el cielo y el infierno (H. Mantoiani)
3. Mi amor, mi sol, mi perdición (H. Mantoiani)
4. Algún día (R. España)
5. Mil rayas (H. Mantoiani)
6. Volar volar (G. Tagliarini - H. Mantoiani)
7. La vida (H. Mantoiani)
8. Si yo! (H. Mantoiani)
9. El ocaso (G. Tagliarini)
10. Otra vez (H. Mantoiani)
11. Atacado (H. Mantoiani)
12. El ángel de la muerte (H. Mantoiani)
13. Cementerio punk (H. Mantoiani)
14. Nunca más (G. Tagliarini)
15. Vamos a buscar (H. Mantoiani)
16. El campo de los sueños (H. Mantoiani)
17. Falsa identidad (H. Mantoiani)
18. Más que diez (H. Mantoiani - G. Tagliarini)
19. Circo Calecita (H. Mantoiani)
20. 3.º "D" (H. Mantoiani)